# Second Coming
Albums de The Stone Roses
Turns into Stone
(1992) The Complete Stone Roses
(1995)
Second Coming est le second album des Stone Roses, produit par Simon Dawson et Paul Schroeder et paru le 5 décembre 1994.

## Liste des chansons
Toutes les chansons sont écrites et composées par John Squire, sauf indication contraire.
| 1.  | Breaking into Heaven |                                                   | 11:21 |
| 2.  | Driving South        |                                                   | 5:09  |
| 3.  | Ten Storey Love Song |                                                   | 4:29  |
| 4.  | Daybreak             |                                                   | 6:33  |
| 5.  | Your Star Will Shine |                                                   | 2:59  |
| 6.  | Straight to the Man  |                                                   | 3:15  |
| 7.  | Begging You          |                                                   | 4:56  |
| 8.  | Tightrope            |                                                   | 4:27  |
| 9.  | Good Times           |                                                   | 5:40  |
| 10. | Tears                |                                                   | 6:50  |
| 11. | How Do You Sleep     |                                                   | 4:59  |
| 12. | Love Spreads         |                                                   | 5:46  |
| 90. | Chanson cachée       | Ian Brown, Gary Mounfield, John Squire, Alan Wren | 6:26  |